# 비디오 게임 콘솔 에뮬레이터
비디오 게임 콘솔 에뮬레이터(video game console emulator)는 컴퓨터나 현대의 게임기(크로스 콘솔 에뮬레이션)가 어떠한 게임기를 가상으로 구현하는 에뮬레이팅 프로그램이다. 에뮬레이터는 더 오래된 비디오 게임을 개인용 컴퓨터와 현대의 비디오 게임기 위에 돌리는 데에 가장 자주 사용되지만 게임을 다른 언어로 번역하고, 기존의 게임을 수정(해킹)하는 데에 사용할 수 있다. 또한, 게임기 안에 에뮬레이터를 넣어, 하위호환을 지원하는 경우도 있다.

## 역사
1990년대 중반까지 개인용 컴퓨터는 기술적으로 소프트웨어를 통해 가장 초기의 게임기를 완전하게 대체할 수 있는 지점에 이르렀고, 이러던 가운데 인증을 받지 않은 최초의 비상업용 게임기 에뮬레이터가 등장하기 시작하였다. 이러한 초기의 프로그램들은 완전하지 않았으며 부분적으로 시스템을 에뮬레이트하고 컴퓨터 버그 투성이기도 했다. 제조업체들이 그들의 하드웨어에 대한 기술적인 규격을 공개하지 않았던 터라 아마추어급 프로그래머들과 개발자들이 리버스 엔지니어링을 통해 콘솔에 대해 정확한 작업을 추론하는 데 이르렀다. 닌텐도의 게임기가 잦은 연구 대상이 되었으며 가장 최신의 초기 에뮬레이터들은 닌텐도 엔터테인먼트 시스템(NES), 슈퍼 닌텐도 엔터테인먼트 시스템(SNES), 그리고 게임보이의 게임 작품들을 만들어내곤 했다.
이 시대에는 iNES (NES), VirtualGameBoy (GB), Pasofami (NES), Super Pasofami (SNES), VSMC (SNES)가 가장 인기 있었던 게임기 에뮬레이터였다. 한 가지 궁금한 점은 유키 나카가 공개하지 않던, 또 콘솔에서 최초로 돌아가던 소프트웨어 에뮬레이터인 것으로 추측되는 메가 드라이브를 위한 NES 에뮬레이터이다.
1997년 4월, 블러드러스트 소프트웨어는 0.2 버전의 NESticle를 내놓았다. 예고도 없이 갑작스레 나온 NESticle은 아직 무르익지 못했던 콘솔 에뮬레이션 커뮤니티에게 큰 충격을 가져다 추었다. NES ROM 이미지에 대한 호환성을 해결했을뿐 아니라 사용하기도 쉬워졌기 때문이다. 점점 더 많은 사용자들이 콘솔 에뮬레이션을 실험해 보기 시작했으며 새로운 세대의 에뮬레이터들은 NESticle가 이끈 방식대로 잇따라 나타났다.
블러드러스트 소프트웨어는 곧 Genecyst(세가 제네시스)를 공개하였으며 다른 소프트웨어 측은 Snes9x와 ZSNES (SNES)와 같은 에뮬레이터를 공개하였다. 콘솔 에뮬레이션 커뮤니티가 활성화됨에 따라 외국의 비디오 게임에까지 문을 두드렸으며, 북미의 게이머들이 닌텐도 검열 정책에 노출되기 시작했다. 에뮬레이터 개발의 급격한 성장에 따라 롬 해킹과 팬 번역 커뮤니티의 활성화에 큰 도움을 주었다. 파이널 판타지 V의 RPGe 영어 번역과 같은 프로젝트가 공개되면서 훨씬 더 많은 사용자들이 에뮬레이션에 관심을 갖게 되었다.

## 추가 문헌
- Wen, Howard (1999년 6월 4일). “Why emulators make video-game makers quake”. Salon. 2009년 3월 31일에 원본 문서에서 보존된 문서. 2007년 7월 12일에 확인함.
- “Legal Information (Copyrights, Emulators, ROMs, etc.)”. Nintendo of America, Inc. 2007. 2007년 7월 12일에 확인함.
- Kauffman, Jeremiah (2000년 7월 24일). “Abandonwarez: the pros outweigh the cons”. Adventure Classic Gaming. 2007년 6월 16일에 원본 문서에서 보존된 문서. 2007년 7월 12일에 확인함.

## 같이 보기
- 비디오 게임 에뮬레이터 목록